# Chrysolina oirota
Chrysolina oirota é uma espécie de artrópode pertencente à família Chrysomelidae.